# Medicago fischeriana
Medicago fischeriana är en ärtväxtart som först beskrevs av Nicolas Charles Seringe, och fick sitt nu gällande namn av Ernst Rudolf von Trautvetter. Medicago fischeriana ingår i släktet luserner, och familjen ärtväxter. Inga underarter finns listade i Catalogue of Life.